# Johanniterburg Lagow
Die Johanniterburg Lagow (polnisch Zamek joannitów w Łagowie) befindet sich auf einer zwischen dem Tschetschsee (Ciecz) und dem Lagower See (Jezioro Łagowskie) gelegenen Halbinsel in Łagów, Woiwodschaft Lebus. Die ältesten Teile der heutigen Höhenburg entstanden auf dem Burgberg am Lagower Fließ in der ersten Hälfte des 14. Jahrhunderts.

## Geschichte
In der zweiten Hälfte des 13. Jahrhunderts bestand am Ort eine unter den Askaniern gegen Polen errichtete Grenzburg, um die Handelsstraße von Frankfurt (Oder) über Reppen (Rzepin) und Schwiebus nach Posen zu sichern. 
Lagow ging 1347 zunächst als Pfandbesitz, dann 1350 als Eigentum an den Johanniterorden. Zu Lagow gehörten 23 Ortschaften; ein Teil davon bildete eine Kette von Dörfern, die sich am Nordufer der Pleiske von der Mündung des Lagower Fließes flussabwärts bis nach Sandow erstreckte. Nach 1318 bildete sich eine Komturei des Johanniterordens, zu der außer Lagow noch Zielenzig gehörte.
Nach 1351 wurde eine neue Burg errichtet, die zwei etwa gleich große rechteckige Areale umfasste. Im östlichen Areal wurde die Ordensburg errichtet, im westlichen Areal ein Wirtschaftshof. Für 1357 ist ein Komtur von Lagow bezeugt, 1372 wird erstmals der Name eines Komturs genannt: Heinrich von Wedel.
Für 1367 ist überliefert, dass der Konvent von Lagow aus sieben Ritterbrüdern und einem Priesterbruder bestand. Als 1433 die Burg Lagow von einem polnisch-hussitischen Heer bedroht wurde, wechselte Komtur Balthasar von Schlieben auf die polnisch-hussitische Seite. Im Jahr 1435 war Nicolaus von Colditz Komtur, der zuvor Komtur von Tempelhof war, bis diese Kommende an die Städte Berlin und Cölln verkauft wurde. Von 1449 bis 1458 war Liborius von Schlieben Komtur von Lagow. In den Jahren 1460, 1464 und 1467 diente die Burg als Versammlungsort brandenburgischer Räte, um Verhandlungen mit Polen vorzubereiten.
Mit der Einführung der Reformation in der Neumark im Jahr 1538 wurden auch die Johanniter der Ballei Brandenburg protestantisch. Da die Komture nun Familie hatten, wurden die Innenräume der Burg Lagow umgebaut. Um 1552 hieß der Komtur Andreas von Schlieben.
Für 1570 war Abraham von Grüneberg der Leiter der Kommende.
Im Dreißigjährigen Krieg wurde die Burg 1640 von schwedischen Truppen eingenommen und ging nach Kriegsende an Brandenburg-Preußen. Zwischenzeitlich galt Konrad von Burgsdorff als Komtur. 1710 war vor Ort der Prinz Carl Albrecht Friedrich von Preußen in den Johanniterorden aufgenommen worden mit der Expectanz auf Lagow. Er folgte seinem Vater Prinz Albrecht Friedrich von Preußen, verheiratet mit der Herzogin Maria Dorothea von Kurland, in der Investitur des Herrenmeisters und in der Einführung in Sonnenburg. Christian Ludwig Prinz von Preußen war Kommendator zu Lagow und mit dem hohen Orden vom Schwarzen Adler hochdekorierter Generalleutnant und Statthalter des Fürstentums Halberstadt.
Desgnierter Kommendator zu Lagow war nach 1731 unter anderem Christian David von Sydow. und von 1760 bis zu seinem Tod 1790 Oberstleutnant Friedrich Wilhelm von Pannwitz, Herr auf Schönfließ.
Durch ein königliches Edikt wurde der Johanniterorden 1810 aufgehoben und dessen Güter anschließend säkularisiert. Als die Grenze weiter nach Osten vorrückte, wurde die Grenzburg nicht mehr benötigt und als Lehen zusammen mit umliegenden Dörfern und auch der Burg in Groß Gandern (Gadków Wielki) an die Familie von Klepzig verliehen. Lagow wurde Teil eines Ritterguts, das bis 1945 bestand. Gegenwärtig befindet sich die Burg im Besitz der Gemeinde und ist als Hotel und Restaurant sowie Tagungsstätte verpachtet.

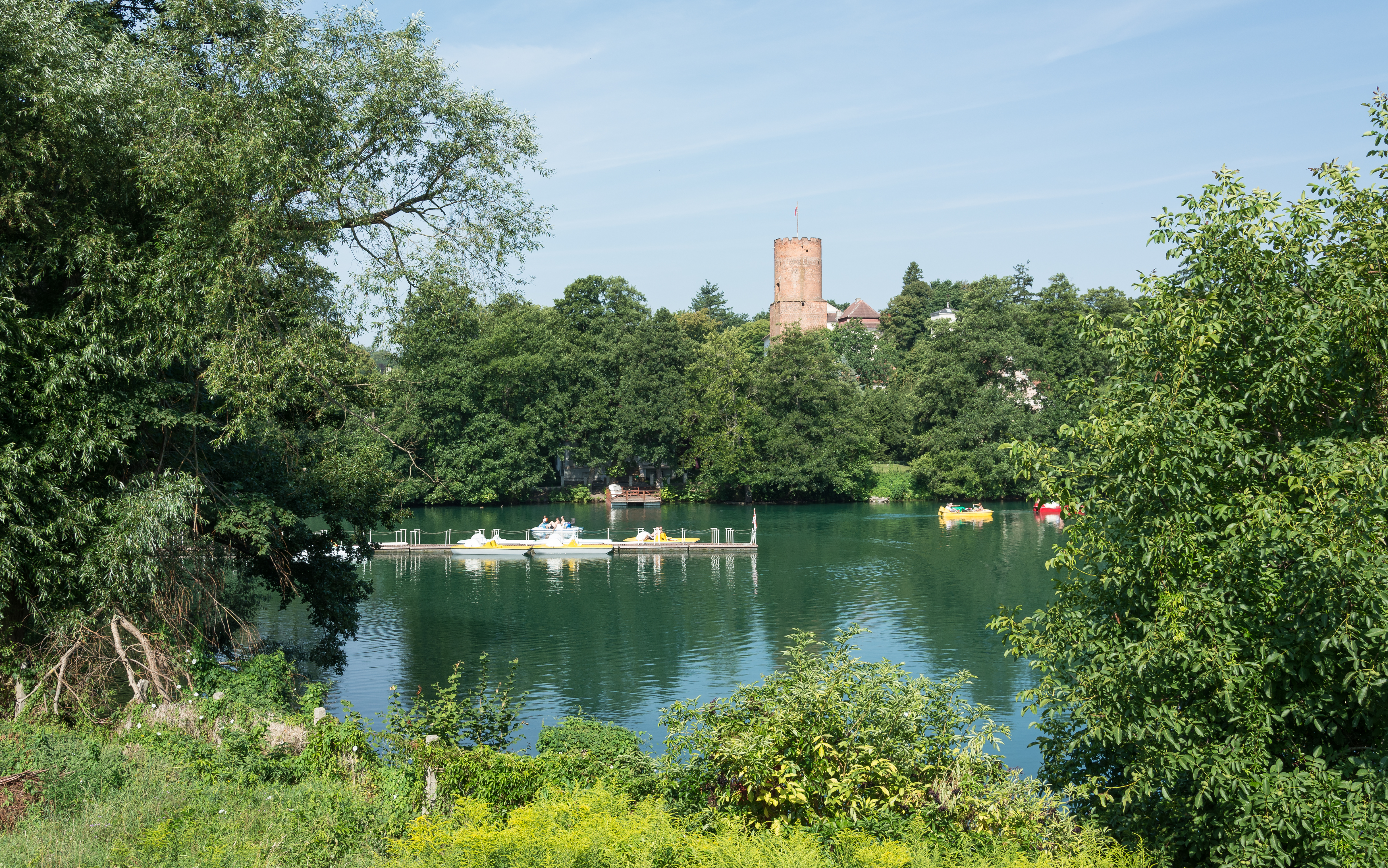
Blick über den Tschetschsee zur Burg
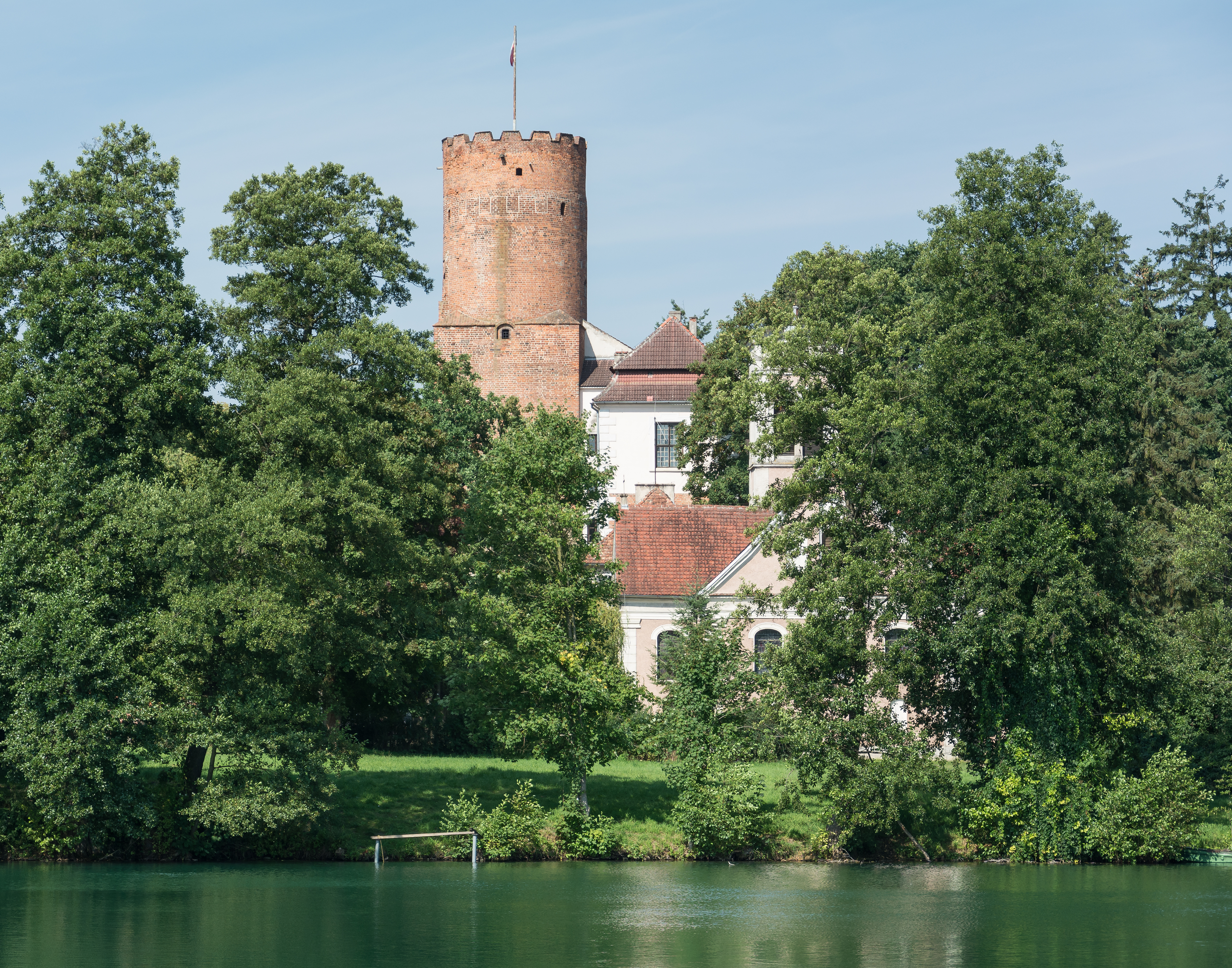
Burg von Nordosten gesehen
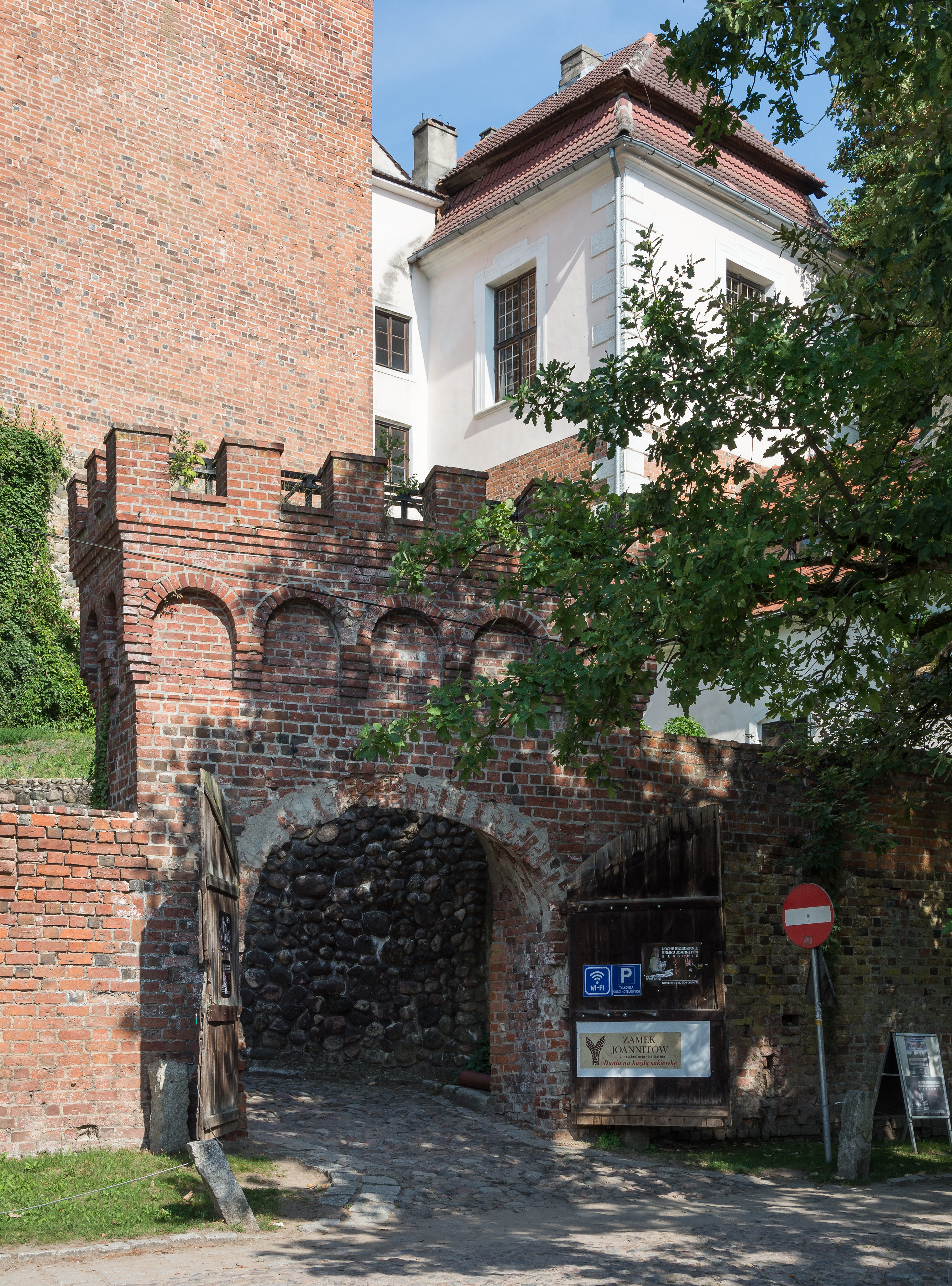
Torturm
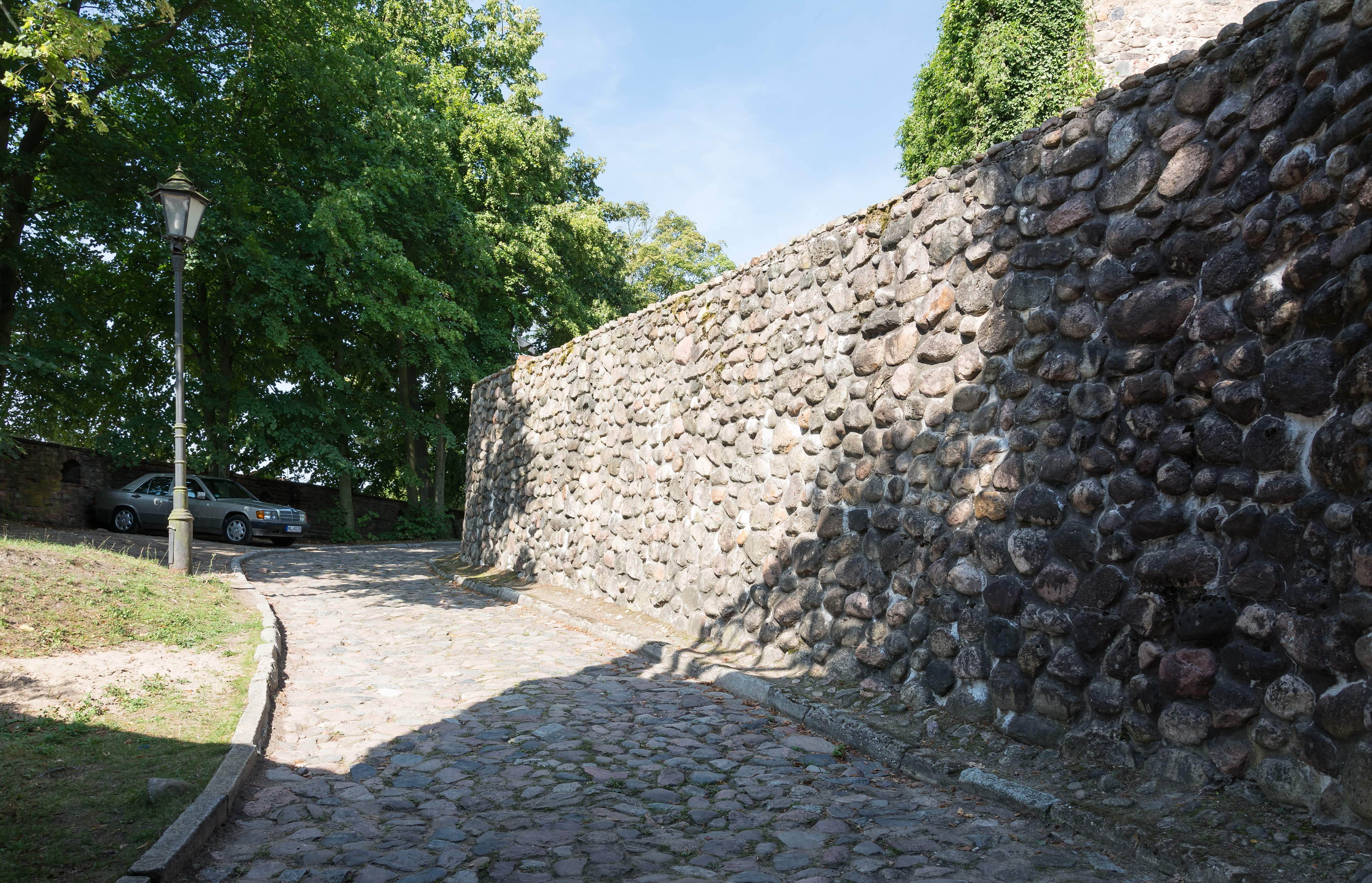
Mauer